# Erki Nool
Erki Nool (Võru, 25 juni 1970) is een voormalige Estische atleet, die gespecialiseerd was in de meerkamp. Tussen 1992 en 2004 behoorde hij tot de wereldtop en eindigde meer dan dertig maal op een tienkamp boven de 8000 punten. Nool nam deel aan vier Olympische Spelen en was vooral sterk op de onderdelen polsstokhoogspringen (PR 5,60 m), verspringen (PR 8,10 m) en de sprint. Op de onderdelen verspringen, tienkamp en de 4 x 100 m estafette heeft hij nog altijd het nationale record in handen.

## Biografie

### Olympisch kampioen
Zijn grootste succes behaalde Nool op de Olympische Spelen van Sydney. Met 8641 punten werd hij olympisch kampioen en hiermee in zijn eigen land een volksheld. Gedurende de twee dagen durende olympische tienkamp hadden alle scholen vrij om zo de wedstrijd op de televisie te kunnen volgen. Toen hij uit Sydney terugkeerde, stonden er 80.000 mensen hem op te wachten op de vluchthaven in Tallinn.
Overigens zag het er in Sydney even naar uit, dat het op de tienkamp voor Erki Nool helemaal mis zou gaan. Na op de eerste dag als derde te zijn geëindigd, was hij aan het begin van de tweede dag op de 110 m horden na een matige 14,48 s in de tussenstand teruggezakt naar een vijfde plaats. Bij het volgende nummer, het discuswerpen, gooide de Est de eerste twee worpen in het net. Bij zijn derde en beslissende poging ging in eerst instantie opnieuw de rode vlag omhoog. Een jurylid had een voetfout geconstateerd. Drie keer ongeldig dus. Nul punten. Weg medaille. Weg eventueel goud. Nool was nog wel zo bij zijn positieven dat hij de afgekeurde worp liet meten. Vervolgens ging toch de witte vlag omhoog. Was de worp dan toch geldig? Verwarring alom. Nool tekende beroep aan, en nadat de jury d'appel de beelden nog eens had bestudeerd, werd de beslissing van de scheidsrechter teruggedraaid, scoorde hij met de behaalde 43,66 alsnog 739 punten en stond Nool ineens vierde in het tussenklassement. Britse en Tsjechische officials tekenden daarna protest aan, maar vonden uiteindelijk geen gehoor. Via degelijke prestaties op polsstokhoogspringen en speerwerpen begon Erki Nool ten slotte als tweede met 14 punten achterstand op de leidende Amerikaan Chris Huffins aan de 1500 m. Hierop stelde hij middels een PR-prestatie van 4.29,48 de eindoverwinning met een puntentotaal van 8641 veilig. Huggins werd ten slotte derde met 8595 punten, want ook Roman Šebrle (8606 punten) was de Amerikaan op het laatste onderdeel nog voorbijgestoken.

### Wat eraan voorafging
Vijf jaar eerder was Nool op de wereldkampioenschappen van 1995 in Göteborg vierde geworden met 8268 punten. Nummer één, twee en drie werden respectievelijk de Amerikaan Dan O'Brien (8695 p), de Wit-Rus Eduard Hämäläinen (8489 p), en de Canadees Mike Smith (8419 p). Op de Europese kampioenschappen van 1998 won hij met 8667 punten echter een gouden medaille. Vier jaar later werd hij met 8438 punten tweede. Op de WK van 2001 in het Canadese Edmonton werd hij vice-wereldkampioen met een persoonlijk record van 8815 punten, dat tegelijkertijd een Estisch record is.
Ook op de zevenkamp kon Erki Nool overtuigen. Hij won zilver op de wereldindoorkampioenschappen van 1997 en op die van 1999. Op de Europese indoorkampioenschappen won hij goud (1996) en tweemaal zilver (2000 en 2002). Zijn persoonlijk record op de zevenkamp is 6374 punten.
Sinds 1998 organiseert Nool in eigen land een indoorzevenkampfestijn, de Reval Hotels Cup genaamd, dat jaarlijks in februari in Tallinn plaatsvindt en waaraan vele bekende meerkampers deelnemen ter voorbereiding op de jaarlijkse grote toernooien later in het jaar.

### Parlementslid
Erki Nool werd in 2000 in Estland uitgeroepen tot 'man van het Jaar'. Op 4 maart 2007 werd hij gekozen in de Riigikogu, het Estisch parlement. Hij vertegenwoordigde de partij Isamaa ja Res Publica Liit.

## Titels
- Olympisch kampioen tienkamp - 2000
- Europees kampioen tienkamp - 1998
- Estisch kampioen 100 m - 1999
- Estisch kampioen 110 m horden - 1998, 1999
- Estisch kampioen polsstokhoogspringen - 1994, 1996, 1997, 2003, 2004
- Estisch kampioen tienkamp - 1992
- Estisch indoorkampioen 60 m - 1996, 1997
- Estisch indoorkampioen 60 m horden - 1995, 1999, 2003
- Estisch indoorkampioen verspringen - 1995, 1996

## Persoonlijke records
Outdoor
| Onderdeel            | Prestatie          | Datum             | Plaats        |
| -------------------- | ------------------ | ----------------- | ------------- |
| 100 m                | 10,43 s            | 26 augustus 1995  | Kuressaare    |
| 200 m                | 21,03 s            | 10 april 1995     | Krugersdorp   |
| 300 m                | 33,79 s            | 7 februari 1997   | Potchefstroom |
| 400 m                | 46,23 s            | 6 augustus 2001   | Edmonton      |
| 1500 m               | 4.29,48            | 28 september 2000 | Sydney        |
| 110 m horden         | 14,37 s            | 4 juni 2000       | Götzis        |
| hoogspringen         | 2,03 m             | 30 mei 1998       | Götzis        |
| polsstokhoogspringen | 5,60 m (nat. rec.) | 5 juli 1998       | Tallinn       |
| verspringen          | 8,10 m (nat. rec.) | 27 mei 1995       | Götzis        |
| kogelstoten          | 15,11 m            | 27 september 2000 | Sydney        |
| discuswerpen         | 45,28 m            | 8 juni 2003       | Arles         |
| speerwerpen          | 71,91 m            | 20 juli 1998      | Uniondale     |
| tienkamp             | 8815 p             | 7 augustus 2001   | Edmonton      |

Indoor
| Onderdeel            | Prestatie | Datum            | Plaats   |
| -------------------- | --------- | ---------------- | -------- |
| 60 m                 | 6,72 s    | 17 februari 1996 | Tallinn  |
| 1000 m               | 2.38,62   | 7 maart 1999     | Maebashi |
| 60 m horden          | 8,08 s    | 9 maart 1997     | Parijs   |
| hoogspringen         | 2,05 m    | 9 februari 1991  | Lipetsk  |
| polsstokhoogspringen | 5,50 m    | 7 maart 1999     | Maebashi |
| verspringen          | 7,82 m    | 29 januari 2000  | Tallinn  |
| kogelstoten          | 14,97 m   | 6 februari 1999  | Tallinn  |
| zevenkamp            | 6374 p    | 7 maart 1999     | Maebashi |

## Palmares

### polsstokhoogspringen
- 2000:  Europacup C in Kaunas - 5,30 m
- 2002:  Europacup C in Tallinn - 5,20 m

### zevenkamp
- 1995: 7e WK indoor - 5887 p
- 1997:  WK indoor - 6213 p
- 1999:  WK indoor - 6374 p
- 2000:  EK indoor - 6200 p
- 2001: 5e WK indoor - 6074 p
- 2002:  EK indoor - 6084 p
- 2003: NM WK indoor
- 2004: 5e WK indoor - 6093 p
- 2005: 12e EK indoor - 5712 p

### tienkamp
- 1992: DNF OS
- 1994:  Europacup C - 8093 p
- 1994: 10e EK - 7953 p
- 1995: 4e WK - 8268 p
- 1996:  Europacup B - 8362 p
- 1996: 6e OS - 8543 p
- 1997:  Europacup A - 8289 p
- 1997: 6e WK - 8413 p
- 1998:  EK - 8667 p
- 1998:  Europacup A - 8628 p
- 1998:  IAAF World Combined Events Challenge - 25967 p
- 1999: 14e WK - 7568 p
- 2000:  OS - 8641 p
- 2000:  IAAF World Combined Events Challenge - 26089 p
- 2001:  WK - 8815 p
- 2001:  IAAF World Combined Events Challenge - 25839 p
- 2002:  EK - 8438 p
- 2003:  Europacup A - 8281 p
- 2003: DNF WK
- 2004: 8e OS - 8235 p

1904: Tom Kiely ·
1912: Jim Thorpe ·
1920: Helge Løvland ·
1924: Harold Osborn ·
1928: Paavo Yrjölä ·
1932: James Bausch ·
1936: Glenn Morris ·
1948: Bob Mathias ·
1952: Bob Mathias ·
1956: Milt Campbell ·
1960: Rafer Johnson ·
1964: Willi Holdorf ·
1968: Bill Toomey ·
1972: Nikolaj Avilov ·
1976: Bruce Jenner ·
1980: Daley Thompson ·
1984: Daley Thompson ·
1988: Christian Schenk ·
1992: Robert Změlík ·
1996: Dan O'Brien ·
2000: Erki Nool ·
2004: Roman Šebrle ·
2008: Bryan Clay ·
2012: Ashton Eaton ·
2016: Ashton Eaton ·
2020: Damian Warner ·
2024: Markus Rooth
- Gemeinsame Normdatei: 1113615931
- World Athletics: 14181107
- Virtual International Authority File: 5450147425862045040001